# Lijst van nummer 1-hits in Duitsland in 1963
Deze hits stonden in 1963 op nummer 1 in de Der Musikmarkt, de bekendste hitlijst in Duitsland.
| Datum        | Artiest             | Titel                                |
| ------------ | ------------------- | ------------------------------------ |
| 5 januari    | Freddy Quinn        | Junge, komm bald wieder              |
| 12 januari   | Freddy Quinn        | Junge, komm bald wieder              |
| 19 januari   | Freddy Quinn        | Junge, komm bald wieder              |
| 26 januari   | Freddy Quinn        | Junge, komm bald wieder              |
| 2 februari   | Freddy Quinn        | Junge, komm bald wieder              |
| 9 februari   | Freddy Quinn        | Junge, komm bald wieder              |
| 16 februari  | Freddy Quinn        | Junge, komm bald wieder              |
| 23 februari  | Freddy Quinn        | Junge, komm bald wieder              |
| 2 maart      | Freddy Quinn        | Junge, komm bald wieder              |
| 9 maart      | Freddy Quinn        | Junge, komm bald wieder              |
| 16 maart     | Freddy Quinn        | Junge, komm bald wieder              |
| 23 maart     | Freddy Quinn        | Junge, komm bald wieder              |
| 30 maart     | Freddy Quinn        | Junge, komm bald wieder              |
| 6 april      | Billy Mo            | Ich kauf mir lieber einen tirolerhut |
| 13 april     | Billy Mo            | Ich kauf mir lieber einen tirolerhut |
| 20 april     | Billy Mo            | Ich kauf mir lieber einen tirolerhut |
| 27 april     | Billy Mo            | Ich kauf mir lieber einen tirolerhut |
| 4 mei        | Die Tahiti-Tamourés | Wini-Wini                            |
| 11 mei       | Die Tahiti-Tamourés | Wini-Wini                            |
| 18 mei       | Die Tahiti-Tamourés | Wini-Wini                            |
| 25 mei       | Die Tahiti-Tamourés | Wini-Wini                            |
| 1 juni       | Manuela             | Schuld war nur der Bossa Nova        |
| 8 juni       | Manuela             | Schuld war nur der Bossa Nova        |
| 15 juni      | Manuela             | Schuld war nur der Bossa Nova        |
| 22 juni      | Manuela             | Schuld war nur der Bossa Nova        |
| 29 juni      | Manuela             | Schuld war nur der Bossa Nova        |
| 6 juli       | Connie Francis      | Barcarole in der nacht               |
| 13 juli      | Connie Francis      | Barcarole in der nacht               |
| 20 juli      | Connie Francis      | Barcarole in der nacht               |
| 27 juli      | Connie Francis      | Barcarole in der nacht               |
| 3 augustus   | Gitte               | Ich will ’nen cowboy als mann        |
| 10 augustus  | Gitte               | Ich will ’nen cowboy als mann        |
| 17 augustus  | Gitte               | Ich will ’nen cowboy als mann        |
| 24 augustus  | Gitte               | Ich will ’nen cowboy als mann        |
| 31 augustus  | Gitte               | Ich will ’nen cowboy als mann        |
| 7 september  | Gitte               | Ich will ’nen cowboy als mann        |
| 14 september | Gitte               | Ich will ’nen cowboy als mann        |
| 21 september | Gitte               | Ich will ’nen cowboy als mann        |
| 28 september | Gitte               | Ich will ’nen cowboy als mann        |
| 5 oktober    | Gitte               | Ich will ’nen cowboy als mann        |
| 12 oktober   | Gitte & Rex Gildo   | Vom stadtpark die laternen           |
| 19 oktober   | Gitte & Rex Gildo   | Vom stadtpark die laternen           |
| 26 oktober   | Gitte & Rex Gildo   | Vom stadtpark die laternen           |
| 2 november   | Gitte & Rex Gildo   | Vom stadtpark die laternen           |
| 9 november   | Gitte & Rex Gildo   | Vom stadtpark die laternen           |
| 16 november  | Gitte & Rex Gildo   | Vom stadtpark die laternen           |
| 23 november  | Gitte & Rex Gildo   | Vom stadtpark die laternen           |
| 30 november  | Gitte & Rex Gildo   | Vom stadtpark die laternen           |
| 7 december   | Cliff Richard       | Rote Lippen soll man küssen          |
| 14 december  | Cliff Richard       | Rote Lippen soll man küssen          |
| 21 december  | Cliff Richard       | Rote Lippen soll man küssen          |
| 28 december  | Cliff Richard       | Rote Lippen soll man küssen          |